# Křižany
Křižany település Csehországban, Libereci járásban. Křižany Zdislava, Světlá pod Ještědem, Kryštofovo Údolí, Osečná, Janovice v Podještědí, Dubnice és Hamr na Jezeře településekkel határos. Lakosainak száma 854 fő (2024. január 1.).

## Népesség
A település lakosságának változását az alábbi diagram mutatja:
| Lakosok száma | 3409 | 2895 | 2317 | 1169 | 740  | 652  | 859  | 851  | 837  | 854  |
|               | 1869 | 1890 | 1921 | 1950 | 1980 | 2001 | 2017 | 2019 | 2022 | 2024 |